# Liste der Baudenkmäler in Pfaffenhofen an der Ilm

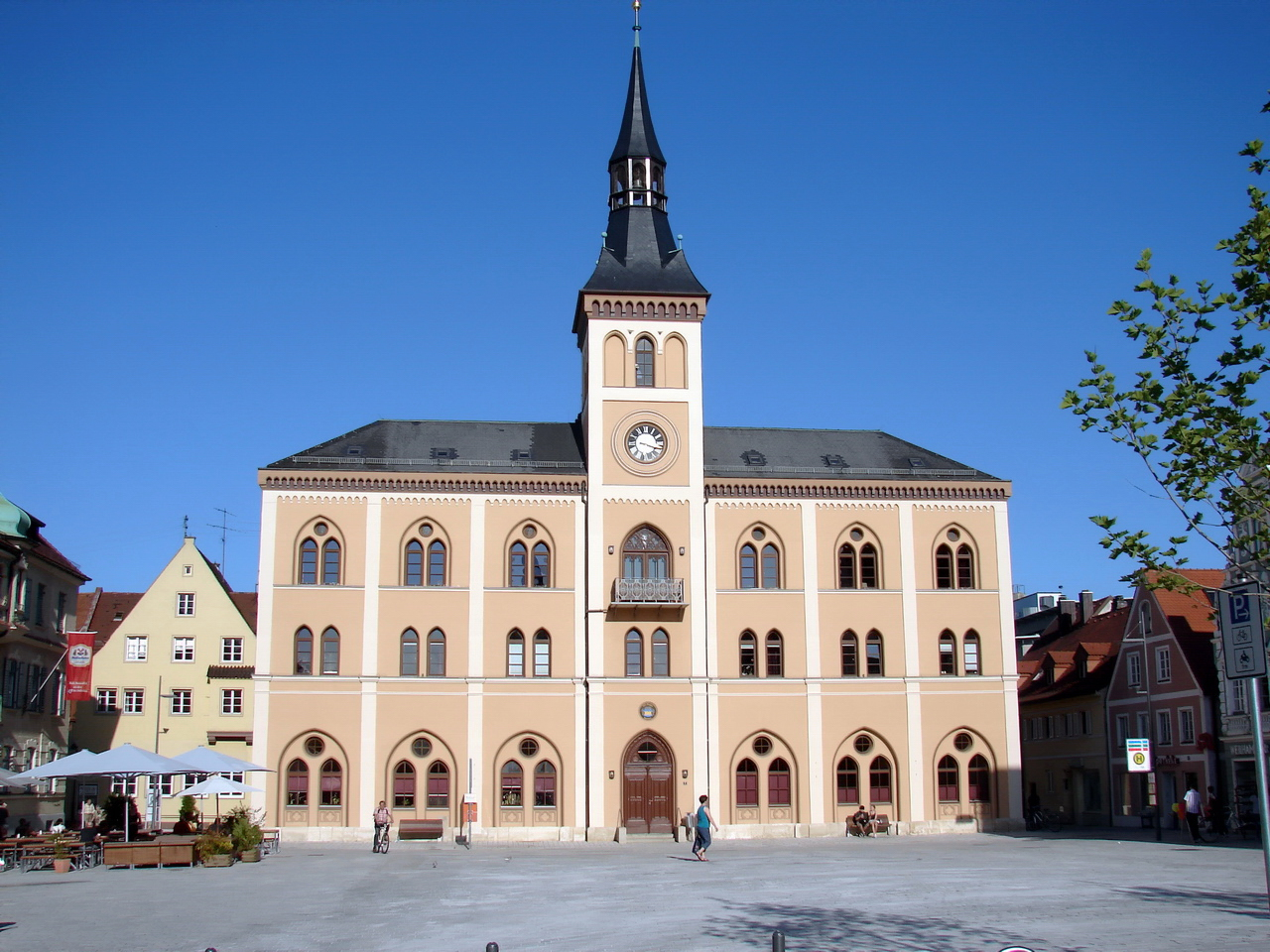
Rathaus in Pfaffenhofen

Auf dieser Seite sind die Baudenkmäler in der oberbayerischen Stadt Pfaffenhofen an der Ilm zusammengestellt. Diese Tabelle ist eine Teilliste der Liste der Baudenkmäler in Bayern. Grundlage ist die Bayerische Denkmalliste, die auf Basis des Bayerischen Denkmalschutzgesetzes vom 1. Oktober 1973 erstmals erstellt wurde und seither durch das Bayerische Landesamt für Denkmalpflege geführt wird. Die folgenden Angaben ersetzen nicht die rechtsverbindliche Auskunft der Denkmalschutzbehörde.

## Ensembles

### Ensemble Hauptplatz

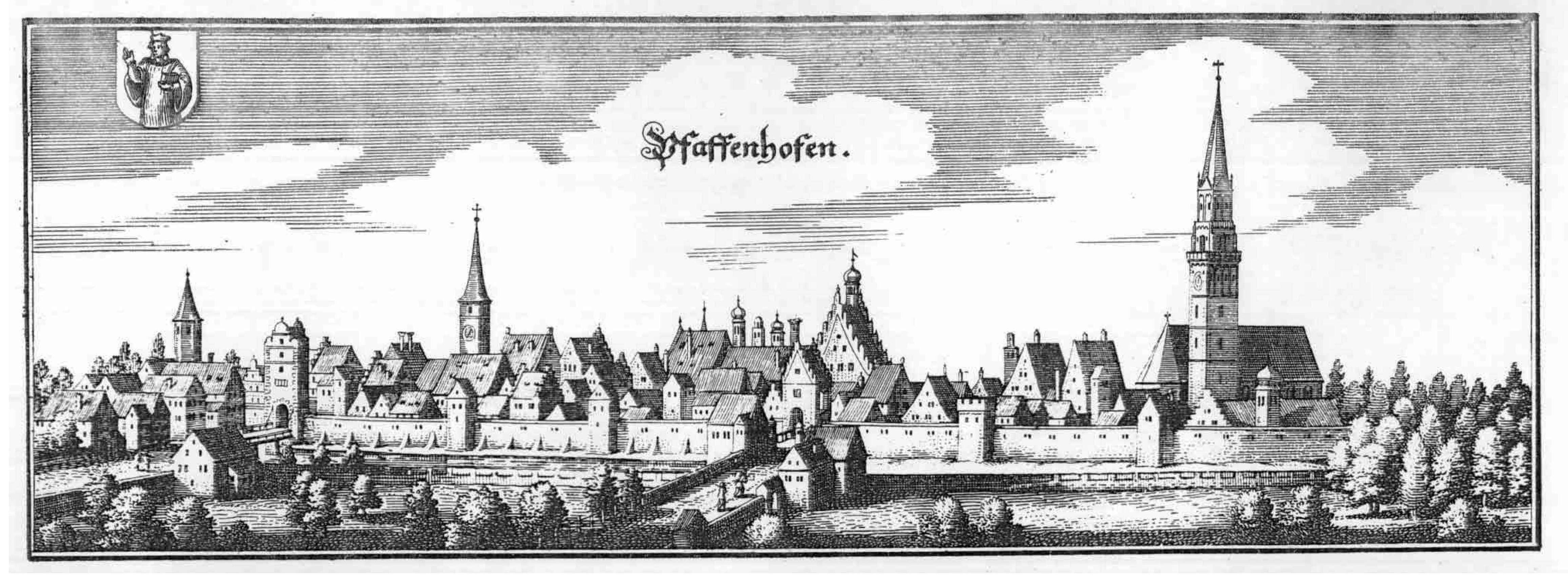
Pfaffenhofen (Stich von Merian)

Das Ensemble umfasst den Hauptplatz von Pfaffenhofen mit seinen umgebenden Bauten, der den historischen Kern der Stadt bildet. Es erstreckt sich zwischen dem Rathaus im Osten und der Pfarrkirche mit ihrem mächtigen Turm im Westen einschließlich des Neurenaissancebaus, der die westliche Schmalseite der Platzanlage bildet, entsprechend dem Rathaus im Osten. Die längsseitigen Platzwände werden an der Südseite vornehmlich von Giebelhäusern und an der Nordseite von Traufseithäusern, zumeist Neubauten oder Umbauten nach 1800 gebildet.
Erstmalige Erwähnung findet Pfaffenhofen um die Mitte des 12. Jahrhunderts, schon damals war der Ort mit den Wittelsbachern eng verbunden, denen er maßgeblich seinen Aufstieg verdankte und deren Burg im Bereich des „Hofberg“ gestanden haben dürfte. Im Schutz dieser Burg erlangte die Siedlung zunehmend an Bedeutung und wurde am Ende des 12. Jahrhunderts erstmals als Markt bezeichnet. Als Gründer vermutet man Herzog Ludwig den Kelheimer. Zur Stadt im rechtlichen Sinne wurde Pfaffenhofen jedoch erst im 15. Jahrhundert. Dies steht möglicherweise in Zusammenhang mit der Vollendung der Ringmauer (Reste erhalten), deren Bau 1437 Erwähnung findet, ohne dass eine ausdrückliche Stadterhebung vorausgegangen wäre.
Südlich vom „Hofberg“ lässt der Grundriss der auf die Auengasse ausgerichteten Bebauung noch ein ursprüngliches Haufendorf erkennen, während die beiden nördlich des Hauptplatzes anschließenden Viertel auf eine planmäßige Anlage schließen lassen. Diese Erweiterung der Siedlung steht vermutlich im Zusammenhang mit dem Wiederaufbau nach dem Brand 1388.

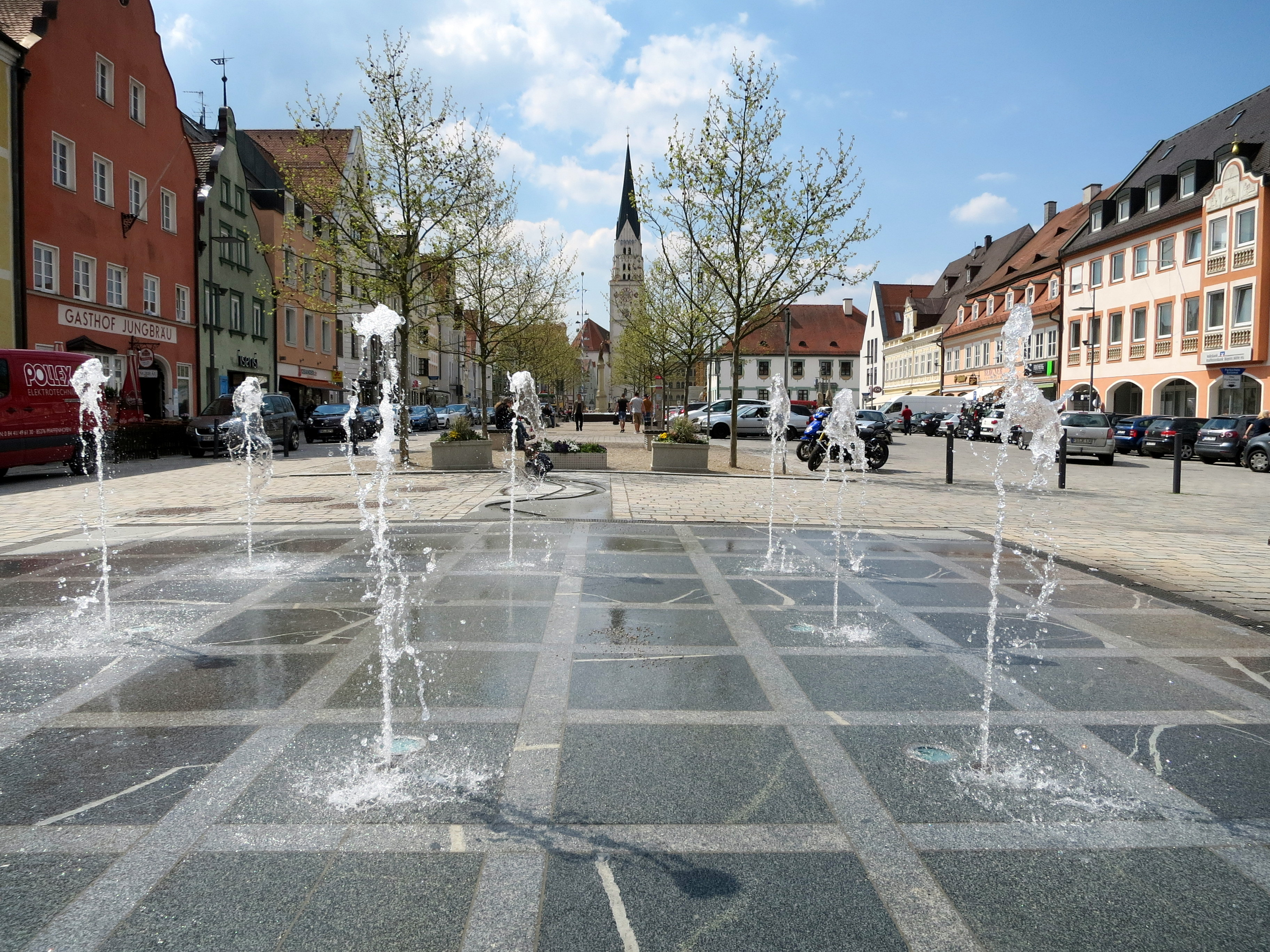
Der Hauptplatz mit Springbrunnen

Zwischen diesen unterschiedlichen Teilen der Stadt liegt der etwa 40 m breite und fast 300 m lange Hauptplatz, über den vom Ilmtal her aufsteigend die Straße von München nach Ingolstadt führt. Ausdehnung und Verlauf von Osten nach Westen dokumentieren die Bedeutung des Straßenmarktes als Verkehrs-, Rast- und Handelsplatz als Ergebnis einer historisch-topographisch günstigen Situation. Die Lage zwischen diesen disgruenten Stadtteilen zeigt sich auch im Platzgrundriss. Während die südliche Platzwand leicht konkav nach außen schwingt, ist die nördliche Platzwand streng geradlinig gebildet, unterbrochen von der in den Platz ragenden einstigen Burganlage, anstelle derer heute das Landratsamt und das Rentamt stehen. Architektonische Dominanten sind das 1865/68 errichtete neugotische Rathaus und das 1877 erbaute, in Neurenaissance-Formen gestaltete, ehemalige Schulhaus, die jeweils die Schmalseiten des Hauptplatzes bilden, sowie die im 17. Jahrhundert barockisierte Stadtpfarrkirche. Durch seine exponierte städtebauliche Lage tritt auch das ehemalige Rentamt stärker in Erscheinung.
Die verputzten und farbig gefassten Wohn- und Geschäftshäuser an den Längsseiten des Platzes zeigen insgesamt die architektonische Proportion einer bürgerlichen Kleinstadt mit Verweis auf Handel und Gewerbe. Die letzte prägende Überformung des Platzbildes, fand im Wesentlichen bis 1920 im Heimatstil ihren Abschluss.
Störend auf das Ensemble wirkt sich der überproportionierte Bau des Landratsamtes aus. Zudem sind nicht unerhebliche Verluste an historischer Bausubstanz seit den 1960er Jahren zu verzeichnen.
Aktennummer: E-1-86-143-1

## Baudenkmäler nach Ortsteilen

### Pfaffenhofen
| Lage                                                                                         | Objekt                                                                                       | Beschreibung | Akten-Nr.      | Bild           |
| -------------------------------------------------------------------------------------------- | -------------------------------------------------------------------------------------------- | --- | -------------- | -------------- |
| Adolf-Rebl-Straße (an der Brücke) (Standort)                                                 | Burgfriedenstein Nr. 7                                                                       | stark verwitterter Grenzstein, Tuffstein, 1689 | D-1-86-143-143 | weitere Bilder |
| Anton-Schranz-Straße 1 (Ecke Ingolstädter Straße) (Standort)                                 | Burgfriedenstein Nr. 11                                                                      | Grenzstein mit Pfaffe und Wappen, Tuffstein, bez. 1689 | D-1-86-143-146 | BW             |
| Altenstadt (Standort)                                                                        | Ehemalige katholische Pfarrkirche, jetzt katholische Filial- und Friedhofskirche St. Andreas | Saalkirche mit Steilsatteldach, eingezogenem Rechteckchor und Westturm mit steilem Zeltdach, Langhaus mit Flachdecke über Hohlkehle und Chor mit stuckierter Stichkappentonne, spätgotisch, 15. Jahrhundert, Barockisierung 17./18. Jahrhundert; mit Ausstattung | D-1-86-143-3   | weitere Bilder |
| Auenstraße 42 (Standort)                                                                     | Wohn- und Geschäftshaus                                                                      | Zweigeschossiger, giebelständiger Satteldachbau mit neubarocker Putzgliederung und Schweifgiebel, zweite Hälfte 19. Jahrhundert | D-1-86-143-6   | weitere Bilder |
| Auenstraße 46 (Standort)                                                                     | Gasthof (Salverbräu)                                                                         | Zweigeschossiger, verputzter Eckbau mit Walmdach, Lisenengliederung und Tordurchfahrt, Ende 18. Jahrhundert | D-1-86-143-7   | weitere Bilder |
| Draht 8 (Standort)                                                                           | Weberhäusl                                                                                   | Kleinbauernanwesen, erdgeschossiger, traufseitiger Greddachbau mit giebelseitigem Stüberlvorbau, Anfang 19. Jahrhundert | D-1-86-143-8   | weitere Bilder |
| Frauenstraße (Standort)                                                                      | Mariensäule                                                                                  | Sandsteinsäule mit Sandsteinfigur der Maria Immaculata (moderne Nachbildung), Figur von Christoph Wachter, um 1800, Aufstellung 1833 | D-1-86-143-121 | weitere Bilder |
| Hauptplatz (Standort)                                                                        | Mariensäule                                                                                  | Zinkgussfigur einer Mondsichelmadonna auf oktogonaler Sandsteinsäule, von Franz Höllriegel, die Figur von der Bronzewarenfabrik München, 1863 | D-1-86-143-140 | weitere Bilder |
| Hauptplatz 1 (Standort)                                                                      | Rathaus                                                                                      | Freistehender, dreigeschossiger Flachwalmdachbau mit reicher Putzgliederung und mittigem, stark eingezogenem Turm mit Spitzhelm, neugotisch, von Franz Xaver Beyschlag, 1865 bis 1868 | D-1-86-143-10  | weitere Bilder |
| Hauptplatz 2, Löwenstraße 3 (Standort)                                                       | Hotel                                                                                        | Dreigeschossiger Eckbau mit Satteldach, Riefelputz und zwei Zwiebelturmerkern mit Jugendstil-Dekor und Balkon über Tordurchfahrt, 1858, Aufstockung und Dekor 1903 Marienfigur, Eisenguss, Ende 19. Jahrhundert Nebengebäude, dreigeschossiger, verputzter Satteldachbau mit Aufzugsgaube, wohl zweite Hälfte 19. Jahrhundert | D-1-86-143-11  | weitere Bilder |
| Hauptplatz 6, 8 (Standort)                                                                   | Marienfigur                                                                                  | Zinkguss, wohl 1897 | D-1-86-143-13  | weitere Bilder |
| Hauptplatz 9 (Standort)                                                                      | Wohn- und Geschäftshaus                                                                      | Dreigeschossiger, giebelständiger Satteldachbau mit neubarocker Gliederung, Flacherker und zwei versetzten Schweifgiebeln, zweite Hälfte 19. Jahrhundert, 1906 aufgestockt | D-1-86-143-16  | weitere Bilder |
| Hauptplatz 10 (Standort)                                                                     | Wohn- und Geschäftshaus                                                                      | Zweigeschossiger, verputzter Halbwalmdachbau, nach 1808 | D-1-86-143-17  | weitere Bilder |
| Hauptplatz 14 (Standort)                                                                     | Wohn- und Geschäftshaus                                                                      | Zweigeschossiger, traufseitiger Mansarddachbau mit Gesimsgliederung und Fledermausgauben, nach 1813 | D-1-86-143-20  | weitere Bilder |
| Hauptplatz 16 (Standort)                                                                     | Wohn- und Geschäftshaus                                                                      | Zweigeschossiger, traufseitiger Steilsatteldachbau mit reichem neubarockem Stuckdekor, Balustergalerie und Zwerchhaus über flachem Mittelrisalit, im Kern 1813, bezeichnet „1868“ | D-1-86-143-22  | weitere Bilder |
| Hauptplatz 17 (Standort)                                                                     | Wohn- und Geschäftshaus                                                                      | Zweigeschossiger, giebelständiger Satteldachbau mit Schweifgiebel, zweite Hälfte 19. Jahrhundert | D-1-86-143-23  | weitere Bilder |
| Hauptplatz 20 (Standort)                                                                     | Ehemaliges Rentamt                                                                           | Dreigeschossiger Eckbau mit Walmdach, Freitreppe an der Ostseite und reicher Fassadenmalerei, im Kern spätmittelalterlich, freigelegte Fassadenmalerei um 1800, Freitreppe 1845, Walmdach 1853 | D-1-86-143-26  | weitere Bilder |
| Hauptplatz 23 (Standort)                                                                     | Bankgebäude                                                                                  | Dreigeschossiger Walmdachbau mit Attika und reicher Fassadengliederung in Jugendstil- und barockisierenden Formen, 1919 | D-1-86-143-28  | weitere Bilder |
| Hauptplatz 26 (Standort)                                                                     | Wohn- und Geschäftshaus                                                                      | Zweigeschossiger Eckbau mit Satteldach, giebelseitigem Erker und Schweifgiebel, in Jugendstil- beziehungsweise barockisierenden Formen, im Kern um 1800 | D-1-86-143-30  | weitere Bilder |
| Hauptplatz 29 (Standort)                                                                     | Ehemaliges Postgebäude                                                                       | Dreigeschossiger Eckbau mit Satteldach, Schweifgiebel und erkerartigem Vorbau, in Jugendstilformen, 1908 | D-1-86-143-32  | weitere Bilder |
| Hauptplatz 31 (Standort)                                                                     | Wohn- und Geschäftshaus                                                                      | Zweigeschossiger Eckbau mit Satteldach, Schweifgiebel und reichem Putz- und Stuckdekor, zweite Hälfte 19. Jahrhundert, Wetterfahne bezeichnet „1903“ | D-1-86-143-34  | weitere Bilder |
| Hauptplatz 32; Hofberg 5 (Standort)                                                          | Ehemalige Franziskaner-Klosterkirche                                                         | jetzt katholische Spitalkirche Heilig Geist, verputzte Saalkirche mit eingezogenem, dreiseitig geschlossenem Chor, westlicher Seitenkapelle, auf der südlichen Giebelfront aufsitzendem Oktogonalturm mit Zwiebelhaube und südwestlich vorgelagertem Arkadenanbau, Langhaus und Chor mit Stichkappentonnen, 1717 bis 1719, zweijochige, kreuzgratgewölbte Krypta, Turm von Johann Baptist Schott, 1900, Arkadenvorbau 1959; mit Ausstattung Ehemaliges Klostergebäude, östlich an Kirche angeschlossen, zweigeschossiger, verputzter Pultdachbau mit kreuzgratgewölbtem Erdgeschossflur, 1717 bis 1719 | D-1-86-143-2   | weitere Bilder |
| Hauptplatz 36 (Standort)                                                                     | Verwaltungsgebäude                                                                           | Dreigeschossiger Eckbau mit Mansardwalmdach, polygonalem Eckerkerturm mit Glockenhaube und reicher Fassadengliederung, neubarock, 1890/91 | D-1-86-143-36  | weitere Bilder |
| Hauptplatz 37 (Standort)                                                                     | Wohn- und Caféhaus                                                                           | Zweigeschossiger, giebelständiger Satteldachbau mit Schweifgiebel und Arkadenvorbau (dendrochronologisch datiert 1508), Fassade in Formen des Neurokoko, bezeichnet „1903“. Der gesamte Bau bis auf die Fassade 2015 abgebrochen und anschließend durch einen Neubau ersetzt. | D-1-86-143-37  | weitere Bilder |
| Hauptplatz 41 (Standort)                                                                     | Wohn- und Geschäftshaus                                                                      | Dreigeschossiger, giebelständiger Steilsatteldachbau mit hohem Schweifgiebel, kreuzgratgewölbter Durchfahrt und neubarocker Fassadengliederung, im Kern bezeichnet 1602, Fassade und Giebel um 1900 Über dem Portal Muttergottes-Relief, 19. Jahrhundert | D-1-86-143-39  | weitere Bilder |
| Hauptplatz 43 (Standort)                                                                     | Gasthof                                                                                      | Zweigeschossiger Eckbau mit Steilsatteldach, Bodenerker und östlichem dreigeschossigem Traufseitanbau mit Erker, im Kern noch 17. Jahrhundert, 1907 überarbeitet | D-1-86-143-41  | weitere Bilder |
| Hauptplatz 45 (Standort)                                                                     | Katholische Stadtpfarrkirche St. Johannes Baptist                                            | Dreischiffige Basilika mit dreiseitig geschlossenem Chor mit Strebepfeilern und nördlichem, hohem Chorflankenturm mit reicher Gliederung und Spitzhelm, Mittelschiff und Chor mit Stichkappentonne, Seitenschiffe mit Böhmischen Kappengewölben, um 1400, Turm spätgotisch, 1530–32, Barockisierung 1670–72, Langhauserweiterung 1913/14; mit Ausstattung | D-1-86-143-1   | weitere Bilder |
| Hauptplatz 47 (Standort)                                                                     | Ehemaliges Schulhaus, jetzt Haus der Begegnung                                               | Freistehender, dreigeschossiger Flachwalmdachbau auf hohem Sockelgeschoss mit Mittelrisalit und Fassadengliederung in Neurenaissance-Formen, 1877 | D-1-86-143-43  | weitere Bilder |
| Ingolstädter Straße 8 (Standort)                                                             | Wohn- und Geschäftshaus                                                                      | Zweigeschossiger Eckbau mit Satteldach, Putzgliederung Schweifgiebel und östlichem Traufseitanbau, im Kern 18. und 19. Jahrhundert | D-1-86-143-44  | weitere Bilder |
| Ingolstädter Straße 11 (Standort)                                                            | Wohn- und Geschäftshaus                                                                      | Zweigeschossiger Eckbau mit Satteldach und Staffelgiebel, im Kern wohl 17./18. Jahrhundert, Anfang 20. Jahrhundert | D-1-86-143-45  | weitere Bilder |
| Ingolstädter Straße 13 (Standort)                                                            | Gasthof Stegerbräu                                                                           | Zweigeschossiger Eckbau mit Steilsatteldach mit Ladeluken, Putzgliederung und zwei Erkern über Treppenkonsolen, 16./17. Jahrhundert An Ostfassade Haustafel mit Doppelwappen, zweite Hälfte 15. Jahrhundert | D-1-86-143-46  | weitere Bilder |
| Ingolstädter Straße 21 und 23 (Standort)                                                     | Wohn- und Geschäftshaus, Doppelhaus                                                          | Zweigeschossiger, traufseitiger Steilsatteldachbau, nördlich abgewalmt, 1807/08 | D-1-86-143-48  | weitere Bilder |
| Kapellenweg 20 (Standort)                                                                    | Kapellenneubau                                                                               | Historische Ausstattung des Vorgängerbaus, um 1800 | D-1-86-143-51  | Kapellenneubau |
| Kellerstraße 5; Frauenstraße 34; Frauenstraße 36; Obere Stadtmauer 17 (Standort)             | Ehemalige Stadtbefestigung                                                                   | Reste der Backsteinmauer entlang der Grabengasse im Norden und an der Oberen und Unteren Stadtmauer im Süden erhalten, 15. Jahrhundert, 1807 weitestgehend abgebrochen Ehemaliger Stadtturm, sogenannter Pfänderturm, polygonaler Backsteinbau mit Zeltdach, 15. Jahrhundert Ehemaliger Stadtturm, dreigeschossiger, giebelständiger Steilsatteldachbau mit zweigeschossigem Anbau, Obergeschosse in Ständerriegelbauweise, um 1500 Einzig erhaltenes Stadttor siehe Platzl 2 | D-1-86-143-122 | weitere Bilder |
| Kellerstraße 6 (Standort)                                                                    | Ehemaliges Finanzamt, jetzt Vermessungsamt                                                   | Freistehender, dreigeschossiger und traufseitiger Walmdachbau mit aufgestocktem Mezzaningeschoss und zwei Zwerchgiebeln, 1911/12 | D-1-86-143-52  | weitere Bilder |
| Löwenstraße 3 (Standort)                                                                     | Eckhaus                                                                                      | Dreigeschossiger Eckbau auf hohem Sockelgeschoss mit Walmdach, Mittelrisalit mit Dreiecksgiebel und reicher Fassadengliederung in neubarocken Formen, um 1880 | D-1-86-143-53  | weitere Bilder |
| Löwenstraße 22 (Standort)                                                                    | Wohn- und Geschäftshaus                                                                      | Zweigeschossiger, traufseitiger Satteldachbau mit reich profiliertem Trauf- und Sohlbankgesims, im Kern 1818 | D-1-86-143-54  | weitere Bilder |
| Moosburger Straße 2 (Standort)                                                               | Evangelisch-lutherische Pfarrkirche                                                          | Saalkirche mit Steilsatteldach, nördlicher, eingezogener Chorapsis und westlichem Turm mit Spitzhelm, Langhaus mit hölzernem Tonnengewölbe, von Carl Brendel, 1925; mit Ausstattung | D-1-86-143-59  | weitere Bilder |
| Nähe Moosburger Straße 46 (Standort)                                                         | Burgfriedenstein Nr. 3                                                                       | Grenzstein, Tuffstein, 1689 | D-1-86-143-141 | weitere Bilder |
| Nähe Moosburger Straße 72 (Standort)                                                         | Burgfriedenstein Nr. 4                                                                       | Grenzstein, Tuffstein, 1689 | D-1-86-143-142 | weitere Bilder |
| Münchener Straße 3 (Standort)                                                                | Bürgerhaus                                                                                   | Schmaler zweigeschossiger, giebelständiger Satteldachbau mit Sohlbankgesims, 1863, erneuert | D-1-86-143-55  | weitere Bilder |
| Münchener Straße 8 (Standort)                                                                | Bürgerhaus                                                                                   | Zweigeschossiger Eckbau mit Satteldach und reichem Putzdekor, im Kern um 1800 und um 1890 | D-1-86-143-57  | weitere Bilder |
| Münchener Straße 9 (Standort)                                                                | Bürgerhaus                                                                                   | Zweigeschossiger Eckbau mit Mansard-Schopfwalmdach und genutetem Rauputz am Erdgeschoss, um 1820/30 | D-1-86-143-58  | weitere Bilder |
| Nähe Hohenwarter Straße, an der Hohenwarter Straße, gegenüber dem Seniorenzentrum (Standort) | Wegkapelle                                                                                   | Verputzter Satteldachbau mit Vorhalle und halbrundem Schluss, kreuzgratgewölbt, bezeichnet „1830“; mit Ausstattung | D-1-86-143-71  | weitere Bilder |
| Platzl 2 (Standort)                                                                          | Ehemaliges Stadttor                                                                          | Zweigeschossiger, verputzter Mansardzeltdachbau mit Durchfahrt und nördlichem Anbau, im Kern 15. Jahrhundert, Umgestaltung zum Sommerhaus 17. Jahrhundert | D-1-86-143-61  | weitere Bilder |
| Riederweg 3 (Standort)                                                                       | Wohnhaus                                                                                     | Zweigeschossiger Schopfwalmdachbau mit flachem Polygonalerker, Zwerchgiebel und Riefelputz am Obergeschoss, 1905 | D-1-86-143-62  | weitere Bilder |
| An der Scheyerer Straße (Standort)                                                           | Burgfriedenstein Nr. 8                                                                       | Grenzstein mit Pfaffe und Wappen, Tuffstein, bez. 1689 | D-1-86-143-144 | weitere Bilder |
| Scheyerer Straße 5 (Standort)                                                                | Ehemaliges Mesnerhaus, jetzt Heimatmuseum                                                    | Zweigeschossiger Eckbau mit Mansardwalmdach und frühklassizistischem Stuckdekor, um 1788 | D-1-86-143-63  | weitere Bilder |
| Scheyerer Straße 10 (Standort)                                                               | Wohn- und Geschäftshaus                                                                      | Zweigeschossiger Flachsatteldachbau in Ecklage mit Fassadenfiguren, ehemals mit Neurenaissancegliederung, um 1857, 1857–1889 Wohnhaus des Kunstmalers und Schreiners Balthasar Kraft (1820–1889); im Obergeschoss das sogenannte Studiolo, vollständig erhaltene Raumausstattung in Neurenaissance-Formen, 1880. | D-1-86-143-64  | weitere Bilder |
| Schleiferholzweg (westl. Anton-Schranz-Straße) (Standort)                                    | Burgfriedenstein Nr. 9                                                                       | Grenzstein, Tuffstein, bez. 1689 | D-1-86-143-148 | BW             |
| Schrobenhausener Straße (Standort)                                                           | Burgfriedenstein Nr. 6                                                                       | Grenzstein, Tuffstein, bez. 1689 | D-1-86-143-145 | weitere Bilder |
| Schulstraße 13 (Standort)                                                                    | Ehemalige Direktorenvilla                                                                    | Zweigeschossiger, verputzter Flachwalmdachbau mit Putzgliederung, Eisenbalkon und Bodenerker mit aufgesetzter Loggia, um 1865/80 | D-1-86-143-66  | weitere Bilder |
| Schulstraße 15 (Standort)                                                                    | Schulhaus                                                                                    | Dreigeschossiger Flachwalmdachbau mit reicher Fassadengliederung und Blendgiebel mit Uhr, historistisch, 1897/98 Turnhalle, Halbwalmdachbau mit hohen Rundbogenfenstern, Lisenengliederung und zweigeschossigem Kopfbau mit Walmdach, flachem Mittelrisalit und Zwerchgiebel, 1898/99 | D-1-86-143-67  | weitere Bilder |
| Sonnenstraße 4 (Standort)                                                                    | Gasthof                                                                                      | Zweigeschossiger Eckbau mit Satteldach, Mezzaningeschoss, rustiziertem Erdgeschoss und Zwerchgiebel, nach Brand 1878 wiederaufgebaut Fassadenfigur der Muttergottes, gusseisern, um 1900 | D-1-86-143-68  | weitere Bilder |
| Zum Staberl (Abzweigung Hohenwarter Straße) (Standort)                                       | Burgfriedenstein Nr. 10                                                                      | Grenzstein mit Pfaffe und Wappen, Tuffstein, bez. 1689 | D-1-86-143-147 | BW             |

### Ehrenberg
| Lage                                                                          | Objekt                             | Beschreibung | Akten-Nr.     | Bild           |
| ----------------------------------------------------------------------------- | ---------------------------------- | --- | ------------- | -------------- |
| Auf der Öd, an der Straße nach Raitbach, 1,6 km nördlich des Ortes (Standort) | Wegkapelle                         | Verputzter Satteldachbau, 19./20. Jahrhundert | D-1-86-143-80 | BW             |
| Kirchplatz 10 (Standort)                                                      | Katholische Pfarrkirche St. Ulrich | Verputzte Saalkirche mit Satteldach, eingezogenem Polygonalchor und südlichem Chorflankenturm mit steilem Treppengiebel, Turm spätgotisch, 15. Jahrhundert, Langhausneubau von Anton Kirchmayr, 1946–48; mit Ausstattung | D-1-86-143-78 | weitere Bilder |
| Kirchplatz 12 (Standort)                                                      | Pfarrhaus                          | Zweigeschossiger, traufseitiger Satteldachbau mit Gurtgesims, 1857; Waschhaus, erdgeschossiger Satteldachbau mit Holzlege, letztes Viertel 19. Jahrhundert                                                               | D-1-86-143-79 | Pfarrhaus      |

### Förnbach
| Lage                                         | Objekt                                    | Beschreibung | Akten-Nr.     | Bild           |
| -------------------------------------------- | ----------------------------------------- | --- | ------------- | -------------- |
| Förnbachstraße 21 (Standort)                 | Mörtelplastik                             | Mörtelplastik des heiligen Leonhard mit Pferden, von Bartholomäus Ostermair, 1867; am Wirtschaftsgebäude | D-1-86-143-86 | Mörtelplastik  |
| Förnbachstraße 22; Nähe Eichenweg (Standort) | Katholische Pfarrkirche Mariä Himmelfahrt | Verputzte Saalkirche mit Steilsatteldach, Strebepfeilern an der Süd- und Chorseite, leicht eingezogenem Polygonalchor und nördlichem Turm mit Blendgliederung und Spitzhelm, Langhaus und Chor mit Netzgewölben, 15. Jahrhundert, Turmaufbau wohl zweite Hälfte 19. Jahrhundert; mit Ausstattung Friedhofsummauerung, verputzte Backsteinmauer, 18./19. Jahrhundert | D-1-86-143-85 | weitere Bilder |
| Förnbachstraße 24 (Standort)                 | Pfarrhaus                                 | Zweigeschossiger, traufseitiger und verputzter Steilsatteldachbau mit Lisenengliederung, 1743 | D-1-86-143-87 | Pfarrhaus      |

### Tegernbach
| Lage                                     | Objekt                                  | Beschreibung | Akten-Nr.      | Bild           |
| ---------------------------------------- | --------------------------------------- | --- | -------------- | -------------- |
| Am Kirendl 3; Nähe Am Kirendl (Standort) | Kapelle                                 | Verputzter Satteldachbau mit eingezogenem Polygonalchor, verschindeltem Dachreiter mit kleinem Spitzhelm und Blendengliederung, 1869 | D-1-86-143-108 | Kapelle        |
| Kirchweg 10 (Standort)                   | Katholische Pfarrkirche Mariä Reinigung | Verputzte Saalkirche mit Satteldach, eingezogenem Polygonalchor mit Strebepfeilern und nördlichem Chorflankenturm mit getrepptem Giebel und Blendengliederung, Langhaus mit Flachdecke über Hohlkehle und Chor mit Stichkappentonne, Chor 15. Jahrhundert, Langhaus Anfang 18. Jahrhundert auf älterem Kern, 1870 verlängert; mit Ausstattung | D-1-86-143-107 | weitere Bilder |
| Oberhofstraße 17 (Standort)              | Pfarrhaus                               | Zweigeschossiger, verputzter Walmdachbau mit Ecklisenen und westlichem, erdgeschossigem Anbau mit vorgelegtem Laubengang, bezeichnet „1715“ | D-1-86-143-109 | BW             |

### Uttenhofen
| Lage                         | Objekt                                | Beschreibung | Akten-Nr.      | Bild                 |
| ---------------------------- | ------------------------------------- | --- | -------------- | -------------------- |
| Schmädelstraße 12 (Standort) | Ehemaliges Pfarrhaus                  | Zweigeschossiger, verputzter Walmdachbau mit Eckrustika und Gauben, klassizistisch, 1825 | D-1-86-143-113 | Ehemaliges Pfarrhaus |
| Schmädelstraße 19 (Standort) | Katholische Pfarrkirche St. Sebastian | Verputzte Saalkirche mit Steilsatteldach, eingezogenem Polygonalchor und südlichem Chorflankenturm mit Blendengliederung und Spitzhelm, Langhaus und Chor mit Netzgewölben, Turm 13./14. Jahrhundert, Neubau in neugotischen Formen 1905; mit Ausstattung | D-1-86-143-111 | weitere Bilder       |

### Weitere Ortsteile
| Lage                                                                         | Objekt                                          | Beschreibung | Akten-Nr.      | Bild                               |
| ---------------------------------------------------------------------------- | ----------------------------------------------- | --- | -------------- | ---------------------------------- |
| Affalterbach Kirchengasse 1 (Standort)                                       | Katholische Pfarrkirche St. Michael             | Verputzter Satteldachbau mit Chorturm mit getrepptem Giebel, Langhaus mit farbig gefasster Balkendecke und eingezogener Chor mit Netzgewölbe, Turm Ende 15. Jahrhundert, Langhaus 1930; mit Ausstattung: Hochaltar (19. Jahrhundert) und barocke Heiligenfiguren aus dem 18. Jahrhundert. | D-1-86-143-72  | weitere Bilder                     |
| Angkofen Angkofen 13 (Standort)                                              | Katholische Filialkirche St. Johannes           | Verputzter Saalbau mit Steilsatteldach, eingezogenem Polygonalchor und südlichem Chorflankenturm mit steilem Treppengiebel, flachgedecktes Langhaus und Chor mit Netzgewölbe, Mitte 15. Jahrhundert; mit Ausstattung | D-1-86-143-74  | weitere Bilder                     |
| Bachappen Bachappen 9 (Standort)                                             | Kapelle                                         | Verputzter Satteldachbau, 1844 bis 1846 erbaut | D-1-86-143-75  | Kapelle                            |
| Eberstetten Nähe Schweitenkirchener Straße (Standort)                        | Kapelle                                         | Backsteinbau mit Satteldach und Dreiseitschluss, neugotisch; 1869; mit Ausstattung | D-1-86-143-76  | weitere Bilder                     |
| Eckersberg In Eckersberg (Standort)                                          | Kapelle                                         | Verputzter Satteldachbau mit Dreiseitschluss und Dachreiter mit Spitzhelm, Ende 19. Jahrhundert; mit Ausstattung | D-1-86-143-77  | BW                                 |
| Eja In Eja (Standort)                                                        | Katholische Kapelle St. Maria                   | Verputzter Satteldachbau mit Dreiseitschluss und Dachreiter mit Spitzhelm, innen flachgedeckt mit leicht eingezogenem Chorraum mit Stichkappen, in neugotischen Formen, 1874; mit Ausstattung | D-1-86-143-81  | weitere Bilder                     |
| Eutenhofen Eutenhofen 12 (Standort)                                          | Katholische Filialkirche St. Stephan            | Verputzte Saalkirche mit Satteldach, gerade schließendem, abgewalmtem Chor und darüber aufsitzendem Dachreiter mit Zwiebelhaube, Langhaus und Chor flachgedeckt, im Kern spätromanisch, Umgestaltung 18. Jahrhundert; mit Ausstattung Friedhofsummauerung, verputzte Backsteinmauer, 18./19. Jahrhundert | D-1-86-143-83  | weitere Bilder                     |
| Gittenbach In Gittenbach (Standort)                                          | Katholische Filialkirche St. Maria              | Verputzte Saalkirche mit Steilsatteldach, leicht eingezogenem Polygonalchor und südlichem Chorflankenturm mit steilem Treppengiebel, Langhaus mit Flachdecke über Hohlkehle und Chor mit Stichkappengewölbe, im Kern 15. Jahrhundert, Umgestaltungen 18. und 19. Jahrhundert; mit Ausstattung | D-1-86-143-88  | Katholische Filialkirche St. Maria |
| Göbelsbach Nähe Dorfstraße (Standort)                                        | Katholische Pfarrkirche St. Vitus               | Verputzte Saalkirche mit Steilsatteldach, eingezogenem Rechteckchor und nördlichem Chorflankenturm mit getrepptem Giebel, Langhaus mit Stichkappentonne und Chor mit Kreuzgewölbe, Turm und Chor 1430, Langhaus 1713, 1922 nach Westen verlängert; mit Ausstattung: Altäre aus der zweiten Hälfte des 17. Jahrhunderts, Mondsichelmadonna (um 1520) und Madonna mit Jesuskind aus dem 17. Jahrhundert.                                              | D-1-86-143-89  | weitere Bilder                     |
| Göbelsbach Dorfstraße 17 (Standort)                                          | Ehemaliges Pfarrhaus                            | Zweigeschossiger, giebelständiger Steilsatteldachbau mit Putzgliederung, im Kern 1746, 1828 verändert | D-1-86-143-90  | BW                                 |
| Griesbach Griesbach 2; Griesbach 4 (Standort)                                | Katholische Filialkirche St. Petrus             | Unverputzter Backsteinbau mit Steilsatteldach und östlichem Chorturm mit Satteldach, Langhaus mit Holzdecke und eingezogener Chor mit Netzgewölbe, Turmerdgeschoss 13. Jahrhundert, Langhaus und Turmaufsatz 14. Jahrhundert; mit Ausstattung | D-1-86-143-91  | weitere Bilder                     |
| Gundamsried Nähe Straßhofer Straße (Standort)                                | Katholische Pfarrkirche St. Germanus            | Verputzter Steilsatteldachbau mit östlichem Chorturm mit steilem Treppengiebel, Langhaus mit Flachdecke über Hohlkehle und Chor mit Kreuzrippengewölbe, Langhaus um 1200, Chorturm 15. Jahrhundert, Langhauserweiterung 1931; mit Ausstattung: drei Altäre aus dem 19. Jahrhundert, klassizistische Kanzel und spätgotische Schnitzfiguren. | D-1-86-143-92  | weitere Bilder                     |
| Haimpertshofen Lutzenzell (Standort)                                         | Wegkapelle                                      | Verputzter, traufseitiger Satteldachbau, innen kreuzgratgewölbt, um 1840 | D-1-86-143-95  | BW                                 |
| Haimpertshofen Wimmerweg 2 (Standort)                                        | Katholische Filialkirche St. Stephan            | Verputzte Saalkirche mit Steilsatteldach, eingezogenem Polygonalchor und südlichem Chorflankenturm mit Zwiebelhaube, Langhaus mit stuckierter Flachdecke über Hohlkehle und Chor mit Netzgewölbe, Langhaus im Kern 14. Jahrhundert, Chor Ende 15. Jahrhundert, barocke Umgestaltung 18. Jahrhundert; mit Ausstattung | D-1-86-143-94  | weitere Bilder                     |
| Heißmanning Nähe Weinstraße (Standort)                                       | Kapelle                                         | Verputzter Satteldachbau, bezeichnet „1865“; mit Ausstattung | D-1-86-143-96  | BW                                 |
| Holzried Holzried 3 (Standort)                                               | Kleinbauernhaus                                 | Erdgeschossiger, traufseitiger Greddachbau mit giebelseitigem Stüberlvorbau, erstes Drittel 19. Jahrhundert | D-1-86-143-97  | BW                                 |
| Kleinreichertshofen In Kleinreichertshofen; Kleinreichertshofen 2 (Standort) | Katholische Filialkirche St. Ulrich             | Verputzte Saalkirche mit Satteldach, leicht eingezogenem Polygonalchor und nördlichem Chorflankenturm mit oktogonalem Aufsatz und Zwiebelhaube, Langhaus mit Flachdecke über Hohlkehle und Chor mit Stichkappentonne, im Kern 13./14. Jahrhundert, Turm 1710, Langhausverlängerung nach Westen 19. Jahrhundert; mit Ausstattung | D-1-86-143-98  | weitere Bilder                     |
| Kuglhof Kuglhof 16 ()                                                        | Hofkapelle                                      | halbrund geschlossener Satteldachbau mit offener Vorhalle, bez. 1836, am Eingang Franzosenkreuz, bez. 1809; mit Ausstattung | D-1-86-143-139 |                                    |
| Menzenbach In Menzenbach; Menzenbach 4 (Standort)                            | Katholische Filialkirche St. Petrus             | Verputzte Saalkirche mit Steilsatteldach, polygonalem Chorschluss und südöstlich an Chor anschließendem, leicht eingezogenem Turm mit oktogonalem Aufsatz und Zwiebelhaube, Langhaus mit Holzdecke und Chor mit Netzgewölbe, im Kern gotisch, Umgestaltungen im 17. und 20. Jahrhundert; mit Ausstattung | D-1-86-143-100 | weitere Bilder                     |
| Niederscheyern Scheyerer Weg 3 (Standort)                                    | Katholische Kuratiekirche Mariä Verkündigung    | Verputzte Saalkirche mit Steilsatteldach, eingezogenem Polygonalchor mit Strebepfeilern und nördlichem Chorflankenturm mit oktogonalem Aufsatz und Zwiebelhaube mit Laterne, Langhaus mit Stichkappentonne und Zierrippen und Chor mit Netzgewölbe, Turmerdgeschoss um 1300, Chor und Langhaus 1433, Barockisierung 17./18. Jahrhundert, Turmaufsatz und Haube um 1700, Regotisierung 1892; mit Ausstattung                                         | D-1-86-143-101 | weitere Bilder                     |
| Riedhof Nähe Riedhof (Standort)                                              | Kapelle                                         | Verputzter Satteldachbau mit eingezogenem, halbrundem Chor und Dachreiter mit Zwiebelhaube, Innenraum mit Flachdecke über Hohlkehle und Lourdesgrotte im Chor, bezeichnet „1910“; mit Ausstattung | D-1-86-143-102 | BW                                 |
| Riedhof Riedhof 10 (Standort)                                                | Mörtelplastik des Heiligen Leonhard mit Pferden | Von Bartholomäus Ostermair, um 1870/90; am Wirtschaftsgebäude | D-1-86-143-103 | BW                                 |
| Siebenecken Bei Siebenecken 8 (Standort)                                     | Hofkapelle                                      | Verputzter Satteldachbau mit kleinem Vorraum, 18. Jahrhundert | D-1-86-143-104 | BW                                 |
| Streitdorf Streitdorf 6, am westlichen Ortsende (Standort)                   | Bildstock                                       | Verputzter Backsteinbau mit Satteldach; 18./19. Jahrhundert | D-1-86-143-106 | Bildstock                          |
| Streitdorf In Streitdorf (Standort)                                          | Ortskapelle                                     | Verputzter Satteldachbau mit Dreiseitschluss, abgetreppter Giebelblende und gemauertem Glockenstuhl, zweite. Hälfte 19. Jahrhundert; mit Ausstattung | D-1-86-143-105 | Ortskapelle                        |
| Walkersbach Kirchberg 2 (Standort)                                           | Katholische Pfarrkirche St. Martin              | Verputzter Satteldachbau mit Bogenfries, Chorturm mit Spitzhelm und östlichem Sakristeianbau, flachgedecktes Langhaus und Chor mit Sterngewölbe, im Kern wohl spätromanisch, 14./15. Jahrhundert, Chor spätgotisch, zweite Hälfte 15. Jahrhundert, im 18. Jahrhundert verändert; mit Ausstattung: drei Altäre aus dem dritten Viertel des 18. Jahrhunderts, spätgotische Figuren des heiligen Wolfgang und des heiligen Nikolaus; Kanzel (um 1700). | D-1-86-143-115 | weitere Bilder                     |
| Weihern Beim Anwesen Burgfriedenstraße 50 (Standort)                         | Burgfriedenstein Nr. 1                          | Grenzstein, Tuffstein, bezeichnet „1689“ | D-1-86-143-116 | weitere Bilder                     |
| Weingarten In Weingarten (Standort)                                          | Hofkapelle                                      | Verputzter Satteldachbau mit halbrunder Chorapsis, 18./19. Jahrhundert; mit Ausstattung | D-1-86-143-117 | BW                                 |
| Weingarten In Weingarten, bei der Hofkapelle (Standort)                      | Ortstafel                                       | Gusseisern; letztes Viertel 19. Jahrhundert | D-1-86-143-118 | BW                                 |
| Zierlmühle Hausacker (Standort)                                              | Kapelle                                         | Verputzter Satteldachbau, 18. Jahrhundert; mit Ausstattung | D-1-86-143-119 | weitere Bilder                     |
| Zweckhof Zweckhof 1 (Standort)                                               | Feldkapelle                                     | Verputzter, traufseitiger Satteldachbau, tonnengewölbt, 19./20. Jahrhundert | D-1-86-143-120 | Feldkapelle                        |

## Ehemalige Baudenkmäler
In diesem Abschnitt sind Objekte aufgeführt, die früher einmal in der Denkmalliste eingetragen waren, jetzt aber nicht mehr. Objekte, die in anderem Zusammenhang also z. B. als Teil eines Baudenkmals weiter eingetragen sind, sollen hier nicht aufgeführt werden. Aktennummern in diesem Abschnitt sind ehemalige, jetzt nicht mehr gültige Aktennummern.

| Lage                                           | Objekt                  | Beschreibung | Akten-Nr.      | Bild           |
| ---------------------------------------------- | ----------------------- | --- | -------------- | -------------- |
| Pfaffenhofen Hauptplatz 7 (Standort)           | Wohn- und Geschäftshaus | Mit reicher Neurenaissance-Fassade, bezeichnet „1892“ Denkmaleigenschaft erloschen, weil nur noch Fassade im Original. Im Jahr 1973 wurde unter Beibehaltung nur der Fassade das Gebäude neu errichtet. Begründung des BLfD: Die Fassadengestaltung allein stellt noch keine Denkmaleigenschaft im Sinne des Artikels 1 des Bayerischen Denkmalschutzgesetzes (DSchG) dar.                             | D-1-86-143-14  | weitere Bilder |
| Pfaffenhofen Ingolstädter Straße 35 (Standort) | Bürgerhaus              | Zweigeschossiger, traufseitiger Satteldachbau auf hohem Sockelgeschoss, 1862, erweitert 1893 | D-1-86-143-49  | weitere Bilder |
| Pfaffenhofen Scheyerer Straße 28 (Standort)    | Wohnhaus                | Im späten Maximiliansstil, mit Fassadengliederung und Stichbogenfenstern, nach 1865 Denkmaleigenschaft erloschen, denn im Gebäudeinneren wurden durch eine Modernisierung in den 1970er Jahren denkmalrelevante Elemente beseitigt. Begründung des BLfD: Die Fassadengestaltung allein stellt noch keine Denkmaleigenschaft im Sinne des Artikels 1 des Bayerischen Denkmalschutzgesetzes (DSchG) dar. | D-1-86-143-65  | Wohnhaus       |
| Affalterbach Ringstraße 5 (Standort)           | Bauernhaus              | Eingeschossig mit Greddach und abgerundeten Ecken, Mitte 19. Jahrhundert | D-1-86-143-73  | BW             |
| Gundamsried Hinterer Bergweg 1 (Standort)      | Bauernhaus              | Eingeschossiger Mitterstallbau mit Greddach und alten Fenstern, um 1830/50 |                | BW             |
| Tegernbach an der Straße nach Thierham ()      | Bildstock               | 19. Jahrhundert | D-1-86-143-110 |                |
| Uttenhofen Geisenfelder Straße 12 (Standort)   | Bauernhaus              | Mitte 19. Jahrhundert | D-1-86-143-112 | BW             |
| Uttenhofen Schmädelstraße 27 (Standort)        | Bauernhaus              | Eingeschossiger Mitterstallbau mit Greddach und späterem Zwerchgiebel, erste Hälfte 19. Jahrhundert | D-1-86-143-114 | Bauernhaus     |

## Abgegangene Baudenkmäler
In diesem Abschnitt sind Objekte aufgeführt, die früher einmal in der Denkmalliste eingetragen waren, jetzt aber nicht mehr existieren, z. B. weil sie abgebrochen wurden. Aktennummern in diesem Abschnitt sind ehemalige, jetzt nicht mehr gültige Aktennummern.

| Lage                                       | Objekt                  | Beschreibung | Akten-Nr.     | Bild           |
| ------------------------------------------ | ----------------------- | --- | ------------- | -------------- |
| Pfaffenhofen Auenstraße 7 (Standort)       | Wohn- und Geschäftshaus | Erbaut 1860 (anstelle des jetzigen Parkhauses) | D-1-86-143-4  | BW             |
| Pfaffenhofen Hauptplatz 18 (Standort)      | Gasthof                 | Gasthof zum Sigl, erbaut 1814 nach Brand. Im Frühjahr 2010 abgebrochen und durch Neubau ersetzt.                                                               |               | BW             |
| Pfaffenhofen Münchener Straße 7 (Standort) | Bürgerhaus              | Zweigeschossiger, traufseitiger Satteldachbau mit Mezzaningeschoss und profiliertem Sohlbankgesims, 1881, erneuert. 2015 abgebrochen und durch Neubau ersetzt. | D-1-86-143-56 | weitere Bilder |
| Pfaffenhofen Sonnenstraße 5 (Standort)     | Ehemaliges Wohnhaus     | Kleines Wohnhaus mit Schweifgiebel, 18./19. Jahrhundert |               | BW             |